# Christian Sagartz
Christian Sagartz, né le 16 janvier 1981 sans doute à Pöttsching, est un homme politique autrichien. Il devient député européen en 2020, en remplacement de Karoline Edtstadler. Il ne se représente pas en 2024.